# Hohenaltheim
Hohenaltheim település Németországban, azon belül Bajorországban. Lakosainak száma 608 fő (2023. december 31.).

## Népesség
A település népessége az elmúlt években az alábbi módon változott:
| Lakosok száma | 437  | 561  | 571  | 575  | 598  | 588  | 574  | 588  | 596  | 608  |
|               | 1875 | 1950 | 1975 | 1987 | 2012 | 2014 | 2016 | 2017 | 2021 | 2023 |